# Loren C. Ball
| 34351 Decatur          | 3 settembre 2000  |
| 51599 Brittany         | 28 aprile 2001    |
| 61400 Voxandreae       | 25 agosto 2000    |
| 62701 Davidrankin      | 7 ottobre 2000    |
| 72834 Guywells         | 25 aprile 2001    |
| 73073 Jannaleuty       | 4 aprile 2002     |
| 92586 Jaxonpowell      | 9 agosto 2000     |
| 93164 Gordontelepun    | 29 settembre 2000 |
| 112483 Missjudy        | 1º agosto 2002    |
| 115492 Watonga         | 23 ottobre 2003   |
| 119195 Margaretgreer   | 25 agosto 2001    |
| 128345 Danielbamberger | 15 aprile 2004    |

Loren C. Ball (1948) è un astronomo statunitense.
Il Minor Planet Center gli accredita la scoperta di centootto asteroidi, effettuate tra il 2000 e il 2004. Ha compiuto tutte le scoperte dall'osservatorio costruito sul tetto della propria casa a Decatur in Alabama.
Gli è stato dedicato l'asteroide 16095 Lorenball.